# Resolución 2029 del Consejo de Seguridad de las Naciones Unidas
La Resolución 2029 del Consejo de Seguridad de las Naciones Unidas, aprobada el 21 de diciembre de 2011, apela al Tribunal Penal Internacional para el enjuiciamiento de los presuntos responsables de genocidio y otras violaciones graves del derecho internacional humanitario cometidas en el territorio de Ruanda y de los ciudadanos ruandeses presuntamente responsables de genocidio y otras violaciones de esa naturaleza, cometidas en el territorio de Estados vecinos entre el 1 de enero y el 31 de diciembre de 1994. En la misma, el Consejo decidió prorrogar el mandato de magistrados permanentes del Tribunal Penal Internacional para Ruanda miembros de la Sala de Primera Instancia hasta el 30 de junio de 2012 o hasta que concluyeran los juicios a los que habían sido asignados.